# Sprężnik

Przykład sprężnika – amortyzator gumowy

Sprężnik – element sprężysty używany w budowie maszyn jako łącznik w połączeniach sprężystych. Sprężniki wykonane są z materiałów podatnych, o małym współczynniku sprężystości takich jak guma. Buduje się z nich takie złączniki jak poduszki, amortyzatory, wkładki.